# Svežen
Svežen (bulharsky Свежен) je ves v obštině Brezovo ve středním Bulharsku v pohoří Sredna gora. Žije tu 206 obyvatel.

## Historie
Dědina byla založena ve 14. století na počátku osmanské nadvlády jako horské útočiště trnovské šlechty. V 18. a 19. století se stala správním střediskem okolních 62 vsí a v té době nesla jméno Acar (Аджар). Bývala významným trhovým místem a měla odhadem 5 000 obyvatel. Od 17. století se Svežen postupně zařadil mezi významná centra bulharského knihovnictví. Zdejší škola byla založena v roce 1850. Místní obyvatelé se aktivně zúčastnili Dubnového povstání a během rusko-turecké války obec v roce 1877 vypálily oddíly Sulejmana paši tak, že z 1 200 domů zůstalo jen 100, a sťaly zde na 680 pochytaných mužů. Současný název nese dědina od roku 1934.

## Přírodní poměry
Panuje zde horské klima. Sněhová pokrývka se obvykle vyskytuje od listopadu do začátku dubna. Jaro i léto je krátké a chladné. Podzim je chladný a deštivý. Ves, která leží na náhorní planině, je vystavena větrům ze všech stran; nejsilněji vanou ze severozápadu a severovýchodu.

## Obyvatelstvo
Ves je příkladem vylidňování bulharského venkova. K 15. září 2024 v ní žilo 200 obyvatel a bylo zde trvale hlášeno 94 obyvatel. Podle sčítáni 1. února 2011 byli všichni, kdo národnost deklarovali, bulharské národnosti.